# Felix Krueger
Felix Krueger (Poznań, 10 d'agost de 1874 - Basilea, 25 de febrer de 1948) va ser un psicòleg alemany.
Va treballar al costat d'Hermann Ebbinghaus a la Universitat Martí Luter de Halle-Wittenberg i amb Wundt a la de Leipzig, a qui va succeir ocupant el lloc de Rector.
Al costat de Friedrich Sander va desenvolupar un corrent crític a la psicologia de la Gestalt a partir de la psicologia estructuralista (l'anomenada Escola de Leipzig). La seva visió del concepte científic aplicat a la psicologia està present principalment en els seus assajos "Über Entwicklungspsychologie. Ihre sachliche und geschichtliche Notwendigkeit" ("Psicologia del creixement excessiu. La seva necessitat material i històrica", Leipzig, 1915) i "Zur Psychologie der Gemeinschaft" ("La psicologia de la vida comunitària", 1935).
La psicologia dirigida per Krueger, anomenada Psicologia de la Ganzheit (o Psicologia de la Totalitat) es distingeix d'altres escoles psicològiques com el personalisme crític de William Stern.
Marginat de la vida acadèmica durant el règim nacionalsocialista, es va instal·lar a Basilea, Suïssa, on va morir en 1948.

## Obres
- Der Begriff donis absolut Wertvollen als Grundbegriff der Moralphilosophie. Teubner, Leipzig 1898, (publ. dissertació, PhD. Múnic).
- Differenztöne und Konsonanz. In: Archiv für die gesamte Psychologie. 1903, v. 1, p. 207–275 i 1904, v. 2, p. 1–80.
- Beziehungen der experimentellen Phonetik zur Psychologie. Barth, Leipzig 1907, Sonderdruck aus: Bericht über den 2. Kongreß für experimentelle Psychologie in Würzburg 1906, p. 58–122.
- Über Entwicklungspsychologie, ihre sachliche und geschichtliche Notwendigkeit. In: Arbeiten zur Entwicklungspsychologie, v. 1 (1). Engelmann, Leipzig 1915.
- Der Strukturbegriff in der Psychologie. Fischer, Jena 1924, Sonderdruck aus: Bericht über den 8. Kongreß für experimentelle Psychologie in Leipzig 1923.
- Leibesübungen und deutscher Geist. In: Festschrift zur Einweihung der Turn-, Spiel- und Sportplatzanlage der Universität Leipzig, 6/7 de juny de 1925, p. 5–7.
- Zur Einführung. Über psychische Ganzheit. In: Neue Psychologische Studien (Felix Krueger, ed. Komplexqualitäten, Gestalten und Gefühle), v. 1 (1), Beck, Múnic 1926, p. 5–121.
- Das Wesen der Gefühle. Entwurf einer systematischen Theorie. Akademische Verlagsgesellschaft, Leipzig 1928, Sonderdruck aus: Archiv für die gesamte Psychologie, v. 65. 1928.
- Eugen Heuss (ed.) Felix Krueger. Zur Philosophie und Psychologie der Ganzheit. Schriften aus den Jahren 1918–1940. Springer-Verlag, Berlin o. a. 1953.